# Ali Erol
Ali Erol (geb. 1970 in Esenli) ist ein türkischer LGBTI-Aktivist und Gründer der türkischen LGBTI-Organisation KAOS GL. Er war einer der ersten in der Türkei, die offen in einer homosexuellen Beziehung lebten.

## Leben
Ali Erol wurde in dem Dorf Esenli, das zu Mersin gehört, geboren. Der Vater war Analphabet, Erol erlernte das Lesen und Schreiben nach eigener Aussage bereits vor der Einschulung. Erol war das jüngste Kind von neun Geschwistern. Grundschule, Mittelschule und Gymnasium besuchte er in Mersin. Anschließend studierte Erol in Ankara Soziologie.
Am 2. Februar 2018 wurde Erol von der türkischen Polizei in Ankara festgenommen. Als Grund für die Festnahme wurde ein Tweet Erols angegeben, der sich mit der Ärztevereinigung TTB solidarisierte und Krieg als Problem der Volksgesundheit bezeichnete. Die Ärztevereinigung hatte sich kritisch zur Militäroffensive auf Afrin geäußert.
Rund 160 deutsche Wissenschaftler und Kulturschaffende aus Österreich und aus Deutschland unterzeichneten am 5. Februar 2018 einen Aufruf, Ali Erol unverzüglich freizulassen.
Am 6. Februar 2018 meldeten türkische Medien seine Freilassung.

## Auszeichnungen
- 2013: David Kato Vision & Voice Award (Südafrika)[2]